# Vektroid
Vektroid, pseudonimo di Ramona Andra Xavier (Washington, 19 agosto 1992), è una musicista statunitense.
Ha anche adottato altri nomi d'arte quali dstnt, Laserdisc Visions, New Dreams Ltd., Macintosh Plus, Virtual Information Desk, PrismCorp Virtual Enterprises, Peace Forever Eternal, CTO, Vektordrum, Vktrfry, Vectorfray, Tanning Salon, fuji grid tv, esc不在 e Sacred Tapestry.

## Biografia
Ramona Andra Xavier ha avuto un ruolo di primaria importanza nella diffusione della vaporwave, stile interamente definito dalla propria sottocultura online che l'artista ha reso noto grazie al suo album Floral Shoppe del 2011, firmato con lo pseudonimo di Macintosh Plus.
Floral Shoppe del 2011 è l'unico album attribuito a Macintosh Plus. Il disco ha ricevuto ottime recensioni da parte di alcune testate. La rivista virtuale Tiny Mix Tapes ha collocato l'album e Contemporary Sapporo, attribuito a Virtual Information Desk e sempre della stessa artista, fra i suoi album preferiti del 2012. Fact ha invece definito Floral Shoppe l'album "definitivo" di Bandcamp, sito grazie al quale Vektroid pubblica la sua musica. Floral Shoppe è anche il più raccomandato dagli utenti dello stesso sito nella categoria delle uscite sperimentali.
Successivamente ha continuato a distribuire musica attraverso Bandcamp e altre piattaforme musicali, collaborando con il rapper Siddiq in due album del 2016, Midnight Run e Palacio Del Rio.

## Stile musicale
La Xavier si è cimentata nella musica dal 2005 pubblicando oltre quaranta album attribuiti a innumerevoli pseudonimi diversi. La musica dell'artista è stata definita da Paolo Scarpa uno "spaccato del tardo capitalismo" mentre James Parker denota la "sensualità virtuale" e il "nuovo inconscio cyber pop" che caratterizzano la musica del suo progetto Vektroid. Adam Downer di Sputnikmusic considera Floral Shoppe uno "spostamento verso la bellezza in un'epoca che ha pressoché incluso tutto ciò che gli artisti e i musicisti possono fare". Home™ e ClearSkies™, attribuiti a Prismcorp Virtual Enterprises sono stati definiti "inascoltabilmente sgargianti nel loro insieme di cliché musicali".

## Discografia parziale

### Come Vektroid
- 2010 - Starflight Iguana
- 2011 - Polymind EP / Windows Safari / Sphinx Caverns Bundle
- 2011 - Polytravellers
- 2011 - Starcalc
- 2011 - Neo Cali
- 2012 - Color Ocean Road
- 2016 - Midnight Run con Siddiq
- 2017 - Seed & Synthetic Earth

### Come Vektordrum
- 2008 - Shitaihokansho
- 2000 - I, Banished
- 2009 - Capitose Windowpane
- 2010 - Discrét Night Signals
- 2010 - Trinity

### Come Macintosh Plus
- 2011 - Floral Shoppe

### Come Dstnt
- 2010 - IsÆ
- 2010 - Nsii

### Come Laserdisc Visions
- 2011 - New Dreams Ltd.

### Come New Dreams Ltd.
- 2011 - Initiation Tape - Part One
- 2016 - Sleepline
- 2016 - Eden
- 2016 - Fuji Grid TV EX

### Come Prismcorp Virtual Enterprises
- 2013 - Home™
- 2013 - ClearSkies™

### Come Esc不在
- 2011 - Black Horse / Midi Dungeon

### Come Virtual Information Desk
- 2012 - Contemporary Sapporo

### Come Sacred Tapestry
- 2012 - Shader

### Come Tanning Salon
- 2015 - Dream Castle

### Come CTO & Ray Sherman
- 2016 - GDGA1